# Robert Halmi Sr.
Pour les articles homonymes, voir Halmi.
Robert Halmi Sr. est un producteur de cinéma et de télévision américain né le 22 janvier 1924 à Budapest (Hongrie) et mort le 30 juillet 2014 à New York City d'un anévrisme cérébral.

## Biographie
Robert Halmi est le fils de Béla Halmi, photographe hongrois. Très jeune, il travaille avec son père pour la famille royale des Habsbourg et aussi pour le Vatican. Durant la seconde guerre mondiale, Robert fera partie de la résistance hongroise et sera emprisonné par les nazis. Après la guerre, il devient diplômé en économie de l'Université de Budapest. Ses connaissances en anglais lui permettront de devenir traducteur pour un reporter de Time Magazine. Dès lors, il devient photographe indépendant pour les journaux américains. Mais cela va amener le gouvernement hongrois à le soupçonner d'anti-communisme. Il sera brièvement incarcéré en prison.

Durant sa libération provisoire, il travaillera comme directeur de programmes pour la chaîne Radio Free Europe en Autriche. C'est à cette occasion qu'il prendra une photo qui va faire sa renommée à travers une exhibition mondiale par Edward Steichen. Halmi arrive aux États-Unis en 1950 et plus précisément à New York. Il s'installe comme photographe commercial pour des magazines célèbres comme Sports Illustrated.

Il sera engagé pour faire des voyages à travers le monde et couvrir des événements pour Time Life magazine ou True Magazine. Après avoir laissé cette carrière de côté, Halmi produit des documentaires pour la télévision. Son expérience de globe trotter lui servira pour son premier long métrage en tant que scénariste avec le film Visit to a Chief's Son (1974) de Lamont Johnson avec Richard Mulligan.

Il se lance dès lors dans une nouvelle aventure : la production cinématographique. Avec son fils Robert Jr. il fonde la compagnie RHI Entertainment. Il va produire de nombreuses séries et mini-séries adaptant des œuvres littéraires célèbres.

Actif à l'âge de 90 ans, Robert Halmi Sr. décédera en 2014 d'un anévrisme cérébral. Son fils Robert Jr a depuis repris le flambeau et continue de produire pour la télévision. Robert Sr a été marié cinq fois. Sa dernière compagne, Caroline Gray continue l'œuvre de son mari en tant que producteur. Il laisse aussi un autre fils Bill.

## Producteur

### Séries télévisées
- 1981-1982 : Nurse (Nurse) (25 épisodes de 52 minutes)
- 1987-1989 : Guillaume Tell (Crossbow) (72 épisodes de 25 minutes)
- 1990-1991 : Dracula The Series (Dracula The Series) (21 épisodes de 25 minutes)
- 1990-1992 : Les Cadavres exquis de Patricia Highsmith (Chillers) (12 épisodes de 52 minutes)
- 1993 : Space Rangers (en) (Space Rangers) (6 épisodes de 45 minutes)
- 1994-1995 : Lonesome Dove : The Series (Lonesome Dove The Series) (21 épisodes de 45 minutes)
- 1994-1998 : Les Incroyables Pouvoirs d'Alex (The Secret World of Alex Mack) (78 épisodes de 25 minutes)
- 1999-2003 : Farscape (Farscape) (88 épisodes de 50 minutes)
- 2000 : Le Dixième Royaume (The Tenth Kingdom) (5 épisodes de 95 minutes)
- 2001 : The Infinite Worlds of H.G. Wells (The Infinite Worlds of H.G. Wells) (6 épisodes de 50 minutes)
- 2002-2003 : Dinotopia (Dinotopia The Series) (13 épisodes de 45 minutes)
- 2003-2007 : Roman noir (Mystery Woman) (11 épisodes de 85 minutes)
- 2005-2008 : Jane Doe : Miss Détective (Jane Doe) (9 épisodes de 85 minutes)
- 2005-2008 : McBride (McBride) (10 épisodes de 85 minutes)
- 2006-2009 : L'ABC du meurtre (Murder 101) (4 épisodes de 85 minutes)
- 2007-2008 : Flash Gordon (Flash Gordon) (22 épisodes de 45 minutes)

### Mini-séries
- 1986 : Spearfield's Daughter de Gilbert M. Shilton
- 1989 : Lonesome Dove de Simon Wincer
- 1993 : Lonesome Dove : La Loi des justes de Mike Robe
- 1994 : Scarlett de John Erman
- 1995 : Les aventures de David Balfour de Ivan Passer
- 1995 : Lonesome Dove : Le Crépuscule de Joseph Sargent
- 1996 : Les Voyages de Gulliver de Charles Sturridge
- 1996 : De Sang-Froid de Jonathan Kaplan
- 1996 : Lonesome Dove : Les Jeunes Années de Yves Simoneau
- 1997 : L'Odyssée d'Andrei Konchalovsky
- 1998 : Créature de Stuart Gillard
- 1998 : Moby Dick de Franc Roddam
- 1998 : Merlin de Steve Barron
- 1998 : Rien d'autre que l'amour de John Erman
- 1999 : La guerre des invisibles de John Henderson
- 1999 : Voyage au centre de la terre de George Miller
- 1999 : Aftershock : Tremblement de terre à New York de Mikael Salomon
- 1999 : Cléopâtre de Franc Roddam
- 1999 : L'Arche de Noé de John Irvin
- 1999 : Alice au pays des merveilles de Nick Willing
- 2000 : Don Quichotte de Peter Yates
- 2000 : Les Mille et Une Nuits de Steve Barron
- 2000 : Jason et les Argonautes de Nick Willing
- 2001 : L'Empire du roi-singe de Peter MacDonald
- 2001 : Le Monde de Hans Christian Andersen de Philip Saville
- 2001 : Jack et le Haricot magique de Brian Henson
- 2001 : L'Odyssée fantastique de Philip Spink
- 2002 : La Reine des neiges de David Wu
- 2002 : Dinotopia de Marco Brambilla
- 2003 : Le Lion en hiver de Andrei Konchalovsky
- 2003 : DreamKeeper de Steve Barron
- 2004 : Les cinq personnes que j'ai rencontrées là-haut de Lloyd Kramer
- 2004 : Allan Quatermain et la Pierre des ancêtres de Steve Boyum
- 2004 : Farscape : Guerre pacificatrice de Brian Henson
- 2004 : La Femme mousquetaire de Steve Boyum
- 2004 : Frankenstein de Kevin Connor
- 2005 : La Prophétie du sorcier de Robert Lieberman
- 2005 : Icône de Charles Martin Smith
- 2005 : Trafic d'innocence de Christian Duguay
- 2005 : Hercule de Roger Young
- 2005 : L'Île mystérieuse de Russell Mulcahy
- 2006 : L'Apprenti de Merlin de David Wu
- 2006 : Les derniers jours de la planète Terre de Robert Lieberman
- 2006 : Les Dix Commandements de Robert Dornhelm
- 2006 : La Malédiction du pharaon de Russell Mulcahy
- 2006 : Les Contes du Disque-monde de Vadim Jean
- 2006 : Le Fils du dragon de David Wu
- 2007 : Alerte tsunamis de Bruce McDonald
- 2007 : Marco Polo de Kevin Connor
- 2008 : Deux princesses pour un royaume de Nick Willing
- 2008 : Comanche Moon de Simon Wincer
- 2008 : Discworld de Vadim Jean
- 2008 : Vol 732 : Terreur en plein ciel de Armand Mastroianni
- 2009 : La Prophétie de l'oracle de Philip Spink
- 2009 : Alice de Nick Willing
- 2009 : Meteor : Le Chemin de la destruction de Ernie Barbarash
- 2009 : Phantom, le masque de l'ombre de Paolo Barzman
- 2010 : Riverworld : le monde de l'éternité de Stuart Gillard
- 2011 : Neverland de Nick Willing
- 2012 : L'Île au trésor de Steve Barron

### Téléfilms
- 1979 : My Old Man (My Old Man) de John Erman
- 1980 : Nurse (Nurse) de David Lowell Rich
- 1980 : Wilson's Reward (Wilson's Reward) de Patrick O'Neal
- 1981 : When the Circus Came to Town (Whent the Circus Came to Town) de Boris Sagal
- 1981 : Best of Friends (Best of Friends) de Ron Satlof
- 1983 : Le Fantôme de l'opéra (The Phantom of the Opera) de Robert Markowitz
- 1983 : Svengali (Svengali) de Anthony Harvey
- 1983 : China Rose (China Rose) de Robert Day
- 1983 : La course vers le pôle (Cook & Peary : The Race to the Pole) de Robert Day
- 1984 : Sale affaire à Nairobi (Nairobi Affair) de Marvin J. Chomsky
- 1984 : La Nuit où l'on sauva le Père Noël (The Night They Saved Christmas) de Jackie Cooper
- 1985 : Izzy et Moe (Izzy & Moe) de Jackie Cooper
- 1986 : Les choix de vie (Choices) de David Lowell Rich
- 1986 : Le Tueur de la rue morgue (The Murders in the Rue Morgue) de Jeannot Szwarc
- 1986 : Barnum (Barnum !) de Lee Philips
- 1987 : Espionnage à Londres (Pack of Lies) de Anthony Page
- 1987 : Mayflower Madam (Mayflower Madam) de Lou Antonio
- 1988 : Un quartier d'enfer (Alone in the Neon Jungle) de Georg Stanford Brown
- 1988 : Spies, Lies and Naked Thighs (Spies, Lies and Naked Thighs) de James Frawley
- 1989 : L'Amour ruiné (Roxanne : The Prize Pullitzer) de Richard A. Colla
- 1990 : Chasseurs d'ivoire (Ivory Hunters) de Joseph Sargent
- 1991 : La fabuleuse histoire de Josephine Baker (The Josephine Baker Story) de Brian Gibson
- 1991 : Mrs Lambert Remembers Love (Mrs Lambert Remembers Love) de Charles Matthau
- 1992 : Le Secret (The Secret) de Karen Arthur
- 1992 : An American Story (An American Story) de John Gray
- 1992 : L'Appel de la forêt (Call of the Wild) de Michael Toshiyuki Uno
- 1993 : L'ange meurtrier (A Family Torn Apart) de Craig R. Baxley
- 1993 : Gypsy (Gypsy) d'Emile Ardolino
- 1994 : Incident in a Small Town (Incident in a Small Town) de Delbert Mann
- 1994 : Une famille à l'épreuve (Spoils of War) de David Greene
- 1994 : Jody et le faon (The Yearling) de Rod Hardy
- 1994 : Au bout de l'impasse (Getting Out) de John Korty
- 1994 : L'histoire d'Oksana Baiul (A Promise Kept : The Oksana Baiul Story) de Charles Jarrott
- 1995 : Le sang du frère (My Brother's Keeper) de Glenn Jordan
- 1995 : White Dwarf (White Dwarf) de Peter Markle
- 1995 : Amy et Johnny (Amy & Johnny) de John Kent Harrison
- 1995 : Bye Bye Birdie (Bye, Bye, Birdie) de Gene Saks
- 1996 : Harvey (Harvey) de George Schaefer
- 1996 : Destin particulier (For Love Alone : The Ivana Trump Story) de Michael Lindsay-Hogg
- 1996 : Al et Willie (The Sunshine Boys) de John Erman
- 1996 : Les femmes de Jake (Jake's Women) de Glenn Jordan
- 1996 : Capitaine courageux (Captains Courageous) de Michael Anderson
- 1996 : London Suite (London Suite) de Jay Sandrich
- 1996 : Mary et Tim (Mary & Tim) de Glenn Jordan
- 1997 : Aux frontières du temps (Bridge of Time) de Jorge Montesi
- 1997 : 20 000 lieues sous les mers (20 000 Leagues Under the Sea) de Michael Anderson
- 1997 : Raz de marée : Alerte sur la côte (Tidal Wave : No Escape) de George Miller
- 1997 : Au nom des pauvres de Dieu (Mother Teresa : In the Name of God's Poor) de Kevin Connor
- 1997 : Territoire interdit (Forbidden Territory : Stanley's Search for Livingstone) de Simon Langton
- 1997 : A Christmas Memory (A Christmas Memory) de Glenn Jordan
- 1998 : Sur la route du souvenir (The Long Way Home) de Glenn Jordan
- 1998 : Crime et Châtiment (Crime & Punishment) de Joseph Sargent
- 1999 : La Ferme des animaux (Animal Farm) de John Stephenson
- 1999 : La Nuit des fantômes (A Christmas Carol) de David Hugh Jones
- 2000 : Le Prince et le Pauvre (The Prince and the Pauper) de Giles Foster
- 2001 : Mike Bassett: England Manager (Mike Bassett: England Manager) de Steve Barron
- 2001 : Prince charmant (Prince Charming) de Allan Arkush
- 2001 : Blanche-Neige (Snow White) de Caroline Thompson
- 2002 : Seuls au bout du monde (Stranded) de Charles Beeson
- 2002 : King of Texas (King of Texas) de Uli Edel
- 2002 : Le Fils du Père Noël (Mr. St. Nick) de Craig Zisk
- 2003 : DC 9/11 : Time of Crisis (DC 9/11 : Time of Crisis) de Brian Trenchard-Smith
- 2004 : A Christmas Carol (A Christmas Carol) de Arthur Allan Seidelman
- 2005 : The Colt (The Colt) de Yelena Lanskaya
- 2007 : L'Homme aux yeux de loup (Hybrid) de Yelena Lanskaya
- 2007 : L'Œil de la Bête (Eye of the Beast) de Gary Yates
- 2007 : La Créature du sous-sol (Something Beneath) de David Winning
- 2007 : Les Griffes de la forêt (Grizzly Rage) de David DeCoteau
- 2007 : L'Instinct du chasseur (Maneater) de Gary Yates
- 2007 : L'Attaque du crocodile géant (Croc) de Stewart Raffill
- 2007 : Les Guêpes mutantes (Black Swarm) de David Winning
- 2008 : Docteur Jekyll et Mister Hyde (Dr Jekyll & Mr. Hyde) de Paolo Barzman
- 2008 : Voyage au centre de la Terre (Journey to the center of the Earth) de T.J. Scott
- 2008 : La Menace des fourmis tueuses (The Hive) de Peter Manus

### Téléfilms d'animation
- 1985 : Lollipop Dragon : The Great Christmas Race de Guy R. Mazzeo
- 1986 : Lollipop Dragon : The Magic Lollipop Adventure de Guy R. Mazzeo

### Films cinéma
- 1974 : Visit to a Chief's Son de Lamont Johnson
- 1975 : Hugo, a vizilo de Bill Feigenbaum
- 1983 : Hosszu vagta de Pal Gabor
- 1984 : Lily in Love de Karoly Makk
- 1987 : Leader of the Band de Nessa Hyams
- 1987 : Grand Larceny de Jeannot Szwarc
- 1989 : Douma et ses amis de Jeff Blyth
- 1997 : Robinson Crusoé de Rod Hardy

## Distinctions
Récompenses
- 1996 : Primetime Emmy Award de la meilleure mini-série Les Voyages de Gulliver
- 1999 : Peabody Award pour l'ensemble de sa carrière
- 2000 : CINE Eagle pour le court métrage Might as Well Live
- 2001 : Nymphe d'honneur au Festival de la télévision de Monte-Carlo
- 2003 : Bronze Wrangler aux Western Heritage Awards pour le film King of Texas
- 2008 : Life Career Award pour l'ensemble de sa carrière lors de l'Academy of Science-Fiction, Fantasy & Horror Films
- 2008 : Meilleure mini-série Deux princesses pour un royaume à l'Accolade Competition

Nominations aux Emmy Awards
- 1985 : Meilleur téléfilm pour enfants The Night They Saved Christmas (1984) de Jackie Cooper
- 1987 : Meilleure comédie dramatique Espionnage à Londres (1987) de Anthony Page
- 1994 : Meilleure production télévisuelle Gypsy (1993) d'Emile Ardolino
- 1997 : Meilleure mini-série L'Odyssée (1996) d'Andrei Konchalovsky
- 1997 : Meilleure mini-série Coup de sang (1996) de Jonathan Kaplan
- 1998 : Meilleure mini-série Moby Dick (1998) de Franc Roddam
- 1998 : Meilleure mini-série Merlin (1998) de Steve Barron
- 2000 : Meilleure mini-série Les Mille et Une nuits (2000) de Steve Barron
- 2002 : Meilleure mini-série Dinotopia (2002) de Marco Brambilla
- 2004 : Meilleure production télévisuelle Le Lion en hiver (2003) de Andrei Konchalovsky
- 2008 : Meilleure mini-série Deux princesses pour un royaume (2007) de Nick Willing